# Orthocentrus asper
Orthocentrus asper är en stekelart som först beskrevs av Johann Ludwig Christian Gravenhorst 1829.  Orthocentrus asper ingår i släktet Orthocentrus och familjen brokparasitsteklar. Arten är reproducerande i Sverige. Inga underarter finns listade i Catalogue of Life.